# تشاه رحيمي و شركاد (علي جمال)
تشاه رحیمي وشرکاد (بالإنجليزية: Chah-e Rahimi va Sharkad)‏ هي مستوطنة تقع في إيران في قسم علي جمال الريفي.